# Michael Soong
Michael Soong kínai autóversenyző. 2013-ban indult a WTCC makaói versenyein, egy SEAT Leónnal, amelyet a Campos Racing készített fel. Az első futamot a 18. helyen fejezte be. A második futamon azok közé a versenyzők közé tartozott akik piros zászló alatt rohantak egymásba.